# Khonsu
Khonsu, Chonsu, Khensu, Khons, Chons hoặc Khonshu (tiếng Ai Cập cổ đại: ḫnsw, tiếng Copt: Ϣⲟⲛⲥ, đã Latinh hoá: Shons) là vị thần cai quản Mặt trăng trong thần thoại Ai Cập cổ đại. Tên ông có nghĩa là "người du hành", ẩn dụ cho sự chuyển động của Mặt trăng trên bầu trời đêm. Bạn đồng hành của ông là thần mặt trăng Thoth, và hai ông là biểu tượng của dòng thời gian trôi. Ông cũng nắm giữ vai trò quan trọng trong việc tạo ra vũ trụ.
Thần Khonsu thường xuất hiện với bộ dạng một xác ướp, đầu đội chiếc đĩa mặt trăng, tay cầm móc - néo và vương trượng với 3 biểu tượng quyền lực (được cho là liên kết sức mạnh với thần Osiris). Đôi khi ông được miêu tả như một người đàn ông với đầu chim ưng, tương tự 2 thần Ra và Horus nhưng đầu đội đĩa mặt trăng.

## Thần thoại
Là thần ánh sáng của ban đêm, ông đem đến bầu không khí trong lành cho mọi người, bảo vệ những người phụ nữ mang thai và giúp gia súc sinh sôi phát triển. Ông cũng được xem là một vị thần y học, do đã chữa lành bệnh cho vua Ptolemaios IV và công chúa Bekheten.
Tuy nhiên, vào buổi đầu Ai Cập, ông được xem là 1 vị thần hung ác và nguy hiểm. Khonsu được miêu tả là một vị thần khát máu, chuyên giết những kẻ thù của Pharaoh và lấy nội tạng của họ. Vào thời Tân vương quốc, ông được thờ với hình ảnh một vị thần hiền từ.
Theo thần thoại, khi thấy Geb và Nut ôm nhau say đắm, thần Ra vô cùng tức giận đã lệnh cho Shu phải chia tách họ ra. Khi biết Nut có thai, Ra tuyên bố Nut "sẽ không sinh con vào bất cứ ngày nào trong năm". Bấy giờ, 1 năm chỉ có 360 ngày. Thoth biết được chuyện nên đã tìm cách giúp bà. Ông cùng Khonsu đánh cờ và giao ước nếu Khonsu thua thì phải đưa cho Thoth một phần ánh sáng của mình.
Thoth là vị thần trí tuệ nên Khonsu đã thua ông rất nhiều lần và số ánh trăng thu được đủ tạo thêm 5 ngày nữa. Trong 5 ngày này, Nut đã hạ sinh 5 vị thần: Osiris, Isis, Set, Nephthys và trong một số truyền thuyết, có cả Horus. Về sau, khi các giáo phái khác nhau hình thành, Horus trở thành con trai của Isis và Osiri.

## Thờ cúng
Khonsu là con của thần Atum và nữ thần Mut. Cả ba thần đều được tôn thờ tại Thebes và được gọi chung là Bộ ba Thebes. Tại Kom Ombo, Khonsu được coi là con của Sobek và Hathor và tại Edfu thì là con của Osiris.

## Tham khảo

Khonsu dưới hình dạng chim ưng, đầu đội đĩa mặt trăng